# Patrick Mortensen
Patrick Mortensen (født 13. juli 1989) er en dansk professionel fodboldspiller, hvis primære position på banen er i angrebet. Han spiller som kaptajn for AGF i den danske Superliga.

## Spillerkarriere
Mortensen har i løbet af sin ungdom tidligere repræsenteret diverse ungdomshold i københavnske fodboldklubber såsom AB 70, Amager United og det fælles amagerkanske fodboldsamarbejde på ynglingeplan, FS Amager, som undervejs foretog et navneskifte til "Amager – Øens Hold".
Angriberen påbegyndte sin seniorkarriere for den daværende 1. divisionsklub Boldklubben Fremad Amager Mortensen var i perioden forinden debuten på seniorplan blevet tilladt at træne som amatør med amagerkanernes førstehold af den daværende cheftræner Benny Johansen og overbeviste klubbens professionelle ledelse om at tilbyde ham en mere permanent kontrakt, hvilket endelig skete den 5. november 2006. Den 190 centimeter høje angriber debuterede officielt som 17-årig for klubbens førstehold den 15. oktober 2006 (en måned efter hans 17 års fødselsdag) i forbindelse med en hjemmebanekamp i Sundby Idrætspark mod Lyngby Boldklub i 1. division, da han blev skiftet ind i det 84. minut i stedet for Lars Brøgger. Mortensen nåede efterfølgende samlet 10 optrædener med en enkelt scoring (i hjemmebanekampen mod Thisted FC den 15. april 2007) til følge i 2006/07-sæsonen, hvorefter Fremad Amager rykkede ned i den tredjebedste fodboldrække.
Med virkning fra og med den 1. august 2007 skiftede offensivspilleren til Superliga-klubben Brøndby IF på en to-årig aftale (på kontrakt indtil juni 2009) og fulgte således med en af sine tidligere cheftrænere Peer F. Hansen til Brøndby IF, hvor Hansen kort tid forinden var blevet ansat U/21-træner. Mortensen begyndte tilværelsen her på Vestegnsklubbens reservehold (andethold fortrinsvist bestående af klubbens U/21-holdstrup) i 2. division Øst, hvor han fik sin debut den 19. august 2007 i forbindelse med en udebanekamp mod FC Roskilde. I starten af marts 2008 anvendte Mortensen en række fridage til at få en tre dage lang prøvetræning i stand med den nordfranske Ligue 1-klub Lille OSC, efter U/21-truppen forinden netop havde været på træningsophold hos, men det udløste imidlertid ikke et klubskifte for Mortensen og et videresalg for Brøndby IF.
I 2009 blev han lejet ud til Lyngby BK, som var så tilfredse med den hovedstødsstærke og elegante forward, at de beholdt ham fra 2010 til 2015.
Fra sommeren 2015 til udgangen af 2018 spillede han i norske Sarpsborg 08 FF.
Den 12. januar 2019 skrev han under på en fireårig kontrakt med AGF. En ny kontrakt blev underskrevet i juli 2022, som binder ham til AGF indtil sommeren 2024.
I en 1-0 sejr den 19. marts 2023 scorede han kampens eneste mål i en kamp mod Odense Boldklub. Dette var Patrick Mortensens Superliga-mål nr. 59 for AGF, hvilket gjorde ham til den mest scorende spiller for AGF i Superligaens historie.
Endnu en kontraktforlængelse blev annonceret den 17. september 2023, så den nu gælder til sommeren 2025.
I oktober 2024 spillede han sin kamp nr. 200 for AGF. Han indehaver pr. 14. november klubrekorden i flest scorede mål i Superligaen, hvor han er noteret for 86.
I alt har Mortensen scoret på 26 ud af 29 straffespark i sin karriere, heraf 22 ud af 24 for AGF (pr. 15. november 2024).  Den 21. Oktober 2024 slog han rekorden for flest straffesparksscoringer i Superligaens historie med 22 mål i en 1-0 sejr over Brøndby.

## Ekstern kilde/henvisning
- Spillerprofil Arkiveret 15. august 2016 hos  Wayback Machine hos sarpsborg08.no
- Patrick Mortensens spillerprofil hos UEFA (engelsk)
- Patrick Mortensens spillerprofil i DBU's Landsholdsdatabase
- Patrick Mortensens spillerprofil hos Norges fodboldforbund (norsk)
- Patrick Mortensens spillerprofil på Transfermarkt (engelsk)
- Patrick Mortensens profil på WorldFootball.net (engelsk)
- Patrick Mortensens profil hos FootballDatabase.eu (engelsk)
- Patrick Mortensens spillerprofil på Soccerway (engelsk)